# Knowe of Yarso Chambered Cairn

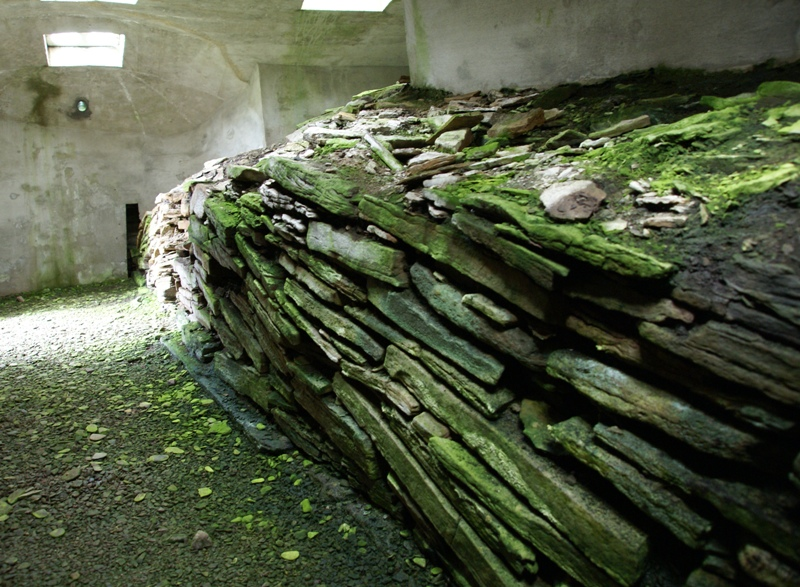
De buitenste muur om de cairn; deze muur bevindt zich rechts van de ingang.

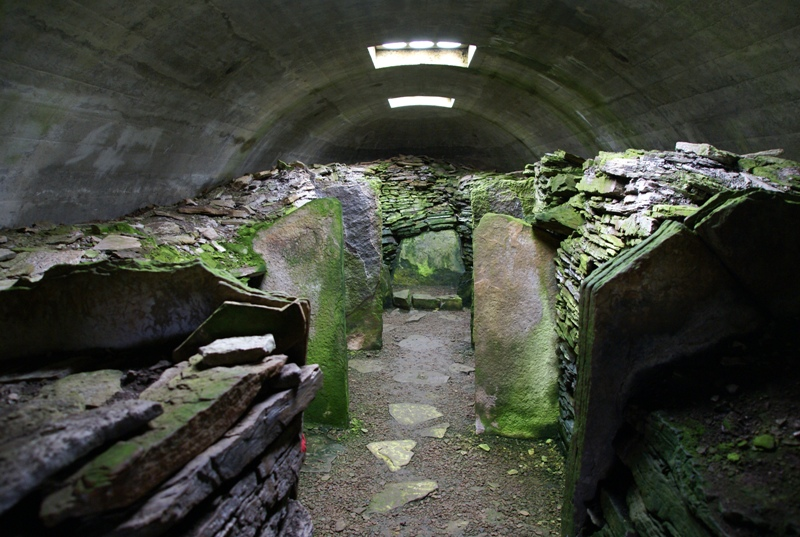
Interieur van de cairn, kijkende in de westelijke richting.

De Knowe of Yarso Chambered Cairn is een gekamerde graftombe uit het neolithicum, gelegen aan de zuidkust van Rousay, een van de Schotse Orkney-eilanden.

## Periode
De Knowe of Yarso Chambered Cairn stamt uit het neolithicum. Er is slechts één koolstofdatering uitgevoerd en op basis daarvan wordt geconcludeerd dat de grafheuvel (cairn) in gebruik was rond 2900 v.Chr.
De Knowe of Yarso Chambered Cairn werd uitgegraven in 1934, waarna de grafheuvel in staatsbeheer werd gegeven. Een betonnen dakconstructie met daarover een laag turf werd in de twintigste eeuw aangebracht om de cairn tegen de elementen te beschermen.

## Beschrijving
De Knowe of Yarso Chambered Cairn is een rechthoekige graftombe van het type Orkney-Cromarty met afgeronde hoeken en is gelegen op een klifrand, zo'n 91 meter boven zeeniveau.
De grafheuvel is ongeveer 15 bij 7,7 meter groot. De maximale hoogte van de grafheuvel is 1,8 meter. De lange as loopt westnoordwest-oostzuidoost.
De toegang bevindt zich aan de zuidoostelijke zijde. De graftombe wordt omringd door twee gemetselde muren, die 0,7 meter van elkaar af liggen. Het metselwerk aan de buitenzijde, naast de toegang, vertoont een bepaald patroon, waarbij de stenen schuin gestapeld zijn.
De toegangspassage is vier meter lang. De cairn is voorzien van een grove vloer gevormd door platte stenen. Deze ruimte is 7,3 meter bij 1,7 tot 1,8 meter groot en is verdeeld in drie compartimenten door paren van rechtopstaande platte stenen. Het meest noordwestelijke compartiment is groter dan de andere twee en had vermoedelijk een stenen plateau tegen de wand aan het uiteinde. Dit compartiment wordt mede gescheiden van de andere compartimenten middels een stenen drempel.

## Vondsten
Tijdens de opgraving zijn de resten van minstens 29 personen gevonden, de meeste bevonden zich in het achterste compartiment. Van zeventien personen waren de schedels aanwezig. Vijftien van deze schedels stonden naast elkaar op de vloer bij de muur met de voorzijdes naar binnen gericht.
Tevens zijn er botten gevonden van minstens 36 edelherten, verspreid door de hele tombe en toegangspassage. Daarnaast werden botresten gevonden van schapen en van een hond. Verder werden resten van aardewerk gevonden van de klokbekercultuur, vier pijlpunten, vijf gereedschappen gemaakt van bot en meer dan zestig gereedschappen van steen.

## Beheer
De Knowe of Yarso Chambered Cairn wordt beheerd door Historic Environment Scotland.